# Chinees serissarechthoekvleugeltje
Het chinees serissarechthoekvleugeltje (Meridemis bathymorpha) is een vlinder uit de familie van de bladrollers (Tortricidae). De wetenschappelijke naam van de soort is voor het eerst geldig gepubliceerd in 1976 door Diakonoff.